# 위기일발 풍년빌라
《위기일발 풍년빌라》는 2010년 3월 5일부터 2010년 5월 7일까지 tvN에서 방영된 텔레비전 드라마이다. 시가 500억 원에 이르는 13평형 빌라를 둘러싼 사람들이 펼치는 이야기를 그렸다.
2009년 7월 촬영을 시작해 2010년 1월 마친 사전제작 드라마로, 장항준 감독과 김은희 작가가 공동으로 집필하고, 조현탁 PD가 연출을 맡았다.
당초 65분 16회로 지상파에 편성될 예정이었으나, tvN으로 편성되면서 45분 20회로 재편집되었다.

## 등장 인물

### 주요 인물
- 신하균 : 오복규 역 - 201호
- 이보영 : 윤서린 역

### 주변 인물
- 김창완 : 김상철 역
- 조미령 : 홍마담 역

### 풍년빌라 사람들
- 권병길 :  최성식 역 - 301호
- 최주봉 : 김필충 역 - 101호
- 박혜진 : 이순이 역 - 101호
- 고수희 : 김추자 역 - 302호
- 백윤식 : 박태촌 역 - 202호
- 문희경 : 노매자 역 - 202호
- 강별 : 박송이 역 - 202호
- 정경호 육상근 역 - 102호
- 박효준 육하근 역 - 102호

### 그 외
- 원기준 : 이정헌 :
- 이병준 : 박종석 역
- 전세홍 : 유라 역
- 이승준 : 형사2 역
- 이근희
- 김시덕
- 이우진 : 타짜 역
- 김영 : 회사 경비원 역

### 특별 출연
- 전무송 : 오국만 역 (1회)
- 이승윤
- MC그리

## 제작진
- 기획 : 김태원
- 책임프로듀서 : 박지영
- 편성기획 : 이덕재
- 제작 : 이진석, 김양
- 촬영 : 김경철
- 조명 : 황명호
- 동시녹음 : 여철민
- 미술 : 장태환
- 음악 : 최철호
- 편집 : 조인형
- 각본 : 장항준, 김은희
- 연출 : 조현탁